# Midnight (canção de Coldplay)
"Midnight" é uma canção da banda britânica de rock alternativo Coldplay. A canção, escrita pela banda e pelo produtor Jon Hopkins, foi originalmente gravada para o sexto álbum de estúdio da banda Ghost Stories (2014). Aparece como a quinta faixa do álbum. Um videoclipe para a faixa de Ghost Stories foi lançado em 25 de fevereiro de 2014 como um teaser para o novo álbum, até então não anunciado. Um vinil de 7 polegadas para "Midnight" foi prensado pela Parlophone para o Record Store Day de 2014. O single, foi lançado em 19 de abril de 2014, se tornando o segundo lançamento da banda em promoção à Ghost Stories.

## Composição
"Midnight" foi criada, e previamente uma faixa não lançada, por Jon Hopkins em 2003. A faixa, originalmente intitulada "Amphora", nunca foi finalizada por Hopkins e foi parcialmente lançada pelo blog de música ambiente/eletrônica A Strangely Isolated Place no SoundCloud no início de 2012, como parte de sua lista de reprodução "ASIP - 1.00.00". A canção também incorpora elementos de uma gravação de Jon Hopkins, nomeada pelo mesmo como "The Fourth State II", uma reprodução de seu extended play The Fourth Estate (2008).

## Gravação
A canção foi gravada durante as sessões para o sexto álbum de estúdio da banda, em seus estúdios construídos propositalmente, no The Bakery e The Beehive, no norte de Londres, Inglaterra. Os estúdios foram ambos originalmente construídos para trabalhar em seus dois álbuns de estúdio anteriores, Viva la Vida or Death and All His Friends (2008) e Mylo Xyloto (2011). Chris Martin gravou seus vocais para a canção com a ajuda de um vocoder. O começo da faixa foi criado usando uma harpa a laser e um loop station, como visível em seu mais recente show no iTunes Festival.

## Videoclipe

O videoclipe para "Midnight" foi notável pelo uso de filtros de visão noturna

Um videoclipe de 5 minutos para "Midnight", dirigido por Mary Wigmore, foi lançado no serviço Vevo às 6pm UTC (meia noite em Ulan Bator, horário de Mongólia), em 25 de fevereiro de 2014. O vídeo foi filmado quase que inteiramente em imagem de radiação infravermelha e imagem negativa, incorporando vários efeitos visuais. A câmera infravermelha térmica era uma FLIR SC8303 com lente principal de 25 ou 50mm, dependendo do ângulo. As lentes foram feitas pela Janos Corporation. O comprimento de onda alcança de 3 a 5 microns ou meados de onda infravermelho. O vídeo teve um total de 1 milhão de visualizações em apenas 24 horas depois que foi postado em sua página no Facebook. Apenas dois dias depois atingiu 3 milhões de visualizações, mais tarde, ultrapassando a marca de 14 milhões em 3 de maio de 2014.

## Performances ao vivo
"Midnight" foi tocada ao vivo pela primeira vez pelo Coldplay na noite de abertura do iTunes Festival, SXSW em 12 de março de 2014, no Moody Theater em Austin, Texas. Foi a única canção executada durante o bis, dando seguimento ao repertório do show. O baixista Guy Berryman harpa a laser e Will Champion um reactable.

## Faixas
| Edição padrão |            |                                                           |                                                                                        |         |  |
| N.º           | Título     | Letras                                                    | Produzido por                                                                          | Duração |  |
| 1.            | "Midnight" | Chris Martin, Jonny Buckland, Guy Berryman, Will Champion | Berryman, Buckland, Champion, Paul Epworth, Daniel Green, Hopkins, Martin, Rik Simpson | 4:54    |  |

## Créditos
Disponíveis no encarte de "Midnight".
| Coldplay - Guy Berryman – harpa a laser - Jonny Buckland – teclado - Will Champion – percussão, reactable - Chris Martin – vocais | Técnico - Jon Hopkins – produção - Paul Epworth – produção - Rik Simpson – produção - Daniel Green – produção - Ted Jensen – masterização - Mark Stent – mixagem - Geoff Swan – mixagem Artístico - Mila Fürstová – arte da capa |

## Tabelas musicais
| Paradas (2014)                                | Melhor posição |
| --------------------------------------------- | -------------- |
| Austrália (ARIA)                              | 25             |
| Bélgica (Ultratip Bubbling Under de Flandres) | 1              |
| Bélgica (Ultratip Bubbling Under da Valônia)  | 1              |
| Canadá (Canadian Hot 100)                     | 27             |
| Espanha (PROMUSICAE)                          | 3              |
| Estados Unidos (Billboard Hot 100)            | 65             |
| Hungria (Single Top 40)                       | 3              |
| Luxemburgo (Digital Songs Billboard)          | 1              |
| Nova Zelândia (Recorded Music NZ)             | 11             |
| Países Baixos (Single Top 100)                | 8              |
| Portugal (Digital Songs Billboard)            | 1              |

## Histórico de lançamento
| Região      | Data                | Formato          | Gravadora  | Catálogo no.         |
| ----------- | ------------------- | ---------------- | ---------- | -------------------- |
| Reino Unido | 19 de abril de 2014 | vinil            | Parlophone | 825646308781 (R6931) |
| Australia   | 29 de abril de 2014 | Download digital | Parlophone | nenhum               |
| Reino Unido | 29 de abril de 2014 | Download digital | Parlophone | nenhum               |